# Студентська преса
Студентська преса — періодичні й неперіодичні студентські публікації.
Початки української студентської преси вийшли з кола українських студентів Київського Університету, які в 1860 році видавали рукописний неперіодичний журнал «Самостійне Слово» (з підкресленням потреби оборони української культури), а в 1863—1864  роках — сатиричний журнал «Помийниця». Ширшого значення набули друковані спроби студентської преси в Галичині: орган Акад. Кружка «Друг» (1874–1877 роки) і недовготривалі «Гром. Друг» та «Товариш» — обидва в 1878 році, соц. чи соц.-радикального спрямування. Першим винятково студентським журналом був місячник «Молода Україна» (1900—1903 рр.). З 1913 року виходив як орган Українського Студентського Союзу місячник «Шляхи». Журнал «Відгуки» (1913) більше підкреслював потребу військової підготови змагань за самостійність. На початок 20 століття припадають спроби створити українську студентську пресу в Києві: 1903 року літографований «Вісник Українців Київської Студентської Громади» (2 частини) і друкований журнал «Український Студент», орган Головної Ради Українського Студентства (1913—1914 роки; 3 частини).
Під час війни й визвольних змагань студентська преса занепала. Лише 1917 року у Києві виходило «Стерно», у Львові — «Вісник Драгоманівської Організації», 1920 — у Кам'янці Подільському — «Нова Думка».
Під радянською владою студентську пресу підпорядковано офіційній лінії і тим самим вона втратила роль носія нових ідей. «Студент Революції» (1922—1933 роки) виходив спочатку російською, з 1924  року— двомовний журнал Центрального і Харківського Бюро Пролетарського Студентства (редактор В. Рябкин). Офіційний характер студентської преси в УРСР часто підкреслений в самих назвах: «Молоді Загони» (журнал організації ЛКСМУ Київського Інституту Народної Освіти, з 1925 року). У 1950-их роках почав виходити в Ужгороді багатотиражний «Радянський Студент». В загальному існує тенденція, щоб заступити студентську пресу комсомольською пресою. У деяких високих школах видаються циклостилем або друковані періодичні чи неперіодичні журнальчики з локальним кольоритом, без ширшої проблематики. Характеристичним для підрадянських умов є також «стінгазети», присвячені внутрішньому життю навчальних закладів; звичайно вони не дотримуються періодичності і виходять спорадично. Єдине періодичне видання з 1969  року — це «Студентський гарт», тижневий додаток до республіканської газети «Молодь України».
У міжвоєнний час студентська преса на Західно-Українських землях була тісно пов'язана з студентськими організаціями. Професійна організація українського студентства (ПРОФОРУС) видавала у Львові нелегальний літографований «Наш Шлях» (1922 рік; з 1923 року п. н. «Студентські Вісті»), понадпартійний журнал, що містив серед іншого інформацію про переслідування українського студентства і таємних високих шкіл. Видаваний студентами «Історичний Вістник» (1923) містив матеріали наукового характеру. З закриттям таємних шкіл (1925) занепала і студентська преса. Тільки католицькі кола видавали журнал «Студентський Вістник — Поступ» (1921–1931 роки), який з 1927 року перетворився на літературний місячник. Студентство москвофільського напряму видало 4 частини піврічника «РазсвЂтъ» (за ред. Б. Трута і Я. Кмицикевича).
Важливим центром студентської преси була у 1920-их роках Прага (у меншій мірі Подебради), де вчилося близько 1900 українських студентів (1924) і мав осідок Центральний Союз Українського Студентства (ЦЕСУС). Тут виходив його орган «Студентський Вістник» (1923–1931), який виконував функцію зв'язку між студентством різних країн. Тимчасовий характер мали регіональні видавництва: «Дніпро», орган студентів-емігрантів з України (1923); «Змагання» — студентів північно-західних земель (1930) та органи товариств при окремих високошкільних установах: «Наша Громада» (Академічної Громади студентів Української Господарської Академії в Подебрадах, з 1924) і «Спудей» (Академічної Громади студентів Українського Педагогічного Інституту ім. М. Драгоманова, 1925—1926, за ред. Б. Гомзина). Деякі видавництва віддзеркалювали політичну диференціацію студентства у Празі: місячник націоналістичної молоді «Національна Думка» (1924—1928); неперіодичний соц. журнал «Життя» (1924—1925), його продовження — «Вартовий» (1926—1929); советофільські: «Вперед» (орган спілки студентів — громадян УРСР) і в Берліні — «Спартак» (центральний орган Комуністичної Спілки Молоді Західної України, 1926—1928), нелегально передаваний на Західно-Українські землі.
У Львові більшого значення набрав місячник «Студентський Шлях» (1931—1934), офіціоз Союзу Студентських Організацій під Польщею (з припиненням «Студентського Вісника» у Празі — також ЦЕСУС-у). Після його закриття польською владою відновлено «Студентський Вістник» у Львові (1938—1939 роки). На Буковині часопис «Час» і журнал «Самостійність» мали час від часу студентські сторінки.
За німецької окупації виходив у системі вид. УЦК «Студентський Прапор» (1943–1944), а для студентів у Німеччині циклостильний «Бюлетень Націоналістичної Організації Українського Студентства» (1941—1945, ред. В. Рудко).
Студентська преса по 1945 відбиває динаміку студентського життя в Німеччині й Австрії. У Мюнхені вже з 1945 почали виходити «Студентський Інформатор», тижневик «Студент», що змінив назву на «Студентські Вісті» (1946—1948) і «Семінарійні Вісті» Богословсько-Педагогічної Академії; студентські громади в Авгсбурзі й Регенсбурзі видавали журнал «Студентська Думка».
Поряд з цим ЦЕСУС видавав офіціоз «Вісник». Ідеологічне забарвлення мали журнал «Стежі» (група ОУН А. Мельника), і «Студентський Шлях» (ОУН С. Бандери). Позастудентський обсяг мало «Звено», орган Українського Мистецького Фронту Молодих в Інсбруці. Після об'єднання обох студентських централь 1947 року відновлено спільний «Студентський Вістник». Студентські ідеологічні об'єднання видавали: Федерація Товариств Українських Студентів-католиків — бюлетень «Обнова» (згодом «Обновлянин»), «Зарево» — «Розбудову Держави» (1949—1957, 22 номери), Товариство Української Студіюючої Молоді ім. М. Міхновського — «Фенікс» (1950—1976 — 15 випусків).
По масовому переселенні української еміграції за океан під кінець 1940-их років студентська преса занепала. Вона відновилася на регіональній основі з виникненням нових студентських крайових централь: Союз Українських Студентських Товариств Америки (СУСТА) видав в 1954—1972 роках 130 номерів «Студентського Слова» (додаток до газети «Свобода») і самостійний журнал «Горизонти» (12 номерів у 1956—1968). На початку 1960-их років вийшло кілька номерів бюлетеня Українського Студентського Музею-Архіву з точною бібліографією студентських видань у діяспорі (ред. О. Зінкевич). У Канаді появлявся у 1956—1961 двомовний «Бюлетень» Союзу Українського Студентства Канади, з 1968 у Торонто «Студент» (до лютого 1978 вийшло 43 номерів). Найдавнішим журналом у Південній Америці був «Цвіркун», журнал студентів-василіян у Куритибі (Бразилія), з 1955 року (близько 160 номерів). Органом Союзу Українського Аргентинських Студентів було «Студентське Життя» (1959—1961, 20 номерів), в Австралії більшого значення набрало «Студентське Око» як орган Української Студентської Громади у Вікторії (1969—1973, 25 номерів). Союз Українських Студентських Товариств в Європі (СУСТЕ) видавав адміністративно-інформаційний циклостильний «Бюлетень» (27 номерів по лютий 1978). Досі однак бракує єдиного центрального органу, що координував би працю загалу студентства в усій діаспорі.
Особливого забарвлення має також студентська преса в сучасній Україні. Вона багатогранна і різноглузева. Однією із ніш студентського таланту стала релігійна преса. Зокрема, греко-католицька молодь Київської архиєпархії спричинилась до заснування суспільно-релігійного часопису «Собор» [Архівовано 25 березня 2022 у Wayback Machine.], який розповсюджується як в Україні, так і в діаспорі та висвітлює як релігійну так і соціально-політичну тематику в Україні та світі, даючи християнську оцінку подіям.